# Rawa Ruska (hromada)
Rawa Ruska – hromada miejska w rejonie lwowskim obwodu lwowskiego Ukrainy. Siedzibą hromady jest miasto Rawa Ruska.
Hromadę utworzono  w ramach reformy decentralizacji.

## Miejscowości hromady
W skład hromady wchodzi miasto Rawa Ruska i 45 miejscowości

- Rawa Ruska miasto, centrum hromady
- Borowe
- Brzezina
- Budy
- Czornije
- Dąbrówka
- Doliny Małe
- Doliny Wielkie
- Dumy
- Dziewięcierz
- Górki
- Hirkany
- Hołe Kamienieckie
- Hołe Małe
- Horany
- Hujcze
- Huta Obedyńska
- Huta Zielona
- Jonicze
- Kamionka Nowa
- Kapeluch
- Klebany
- Kowale
- Krzywe
- Lipnik
- Łosyny
- Łucyki
- Łuh
- Łużki
- Moszczana
- Niwy
- Olejarniki
- Olszanka
- Pulce
- Pomłynów
- Potylicz
- Rata
- Rawskie
- Rzyczki
- Seńkowice
- Srocze Łozy
- Stara Wieś
- Szabelnia
- Wolica
- Zaborze
- Zagórnie